# Escultismo para muchachos
Escultismo para muchachos: un manual de instrucción en buena ciudadanía haciendo vida de campaña (Scouting for Boys: A Handbook for Instruction in Good Citizenship) es el libro fundamental del Movimiento Scout cuyo autor es el general Robert Baden Powell, fundador de dicho movimiento juvenil y cuya primera edición completa apareció en Londres en 1908. La obra está basada en sus propias aventuras de infancia y juventud, en sus experiencias militares, especialmente como miembro del Cuerpo de Cadetes de Mafeking durante la segunda guerra bóer durante el Sitio de Mafeking y las primeras experiencias scout en el Campamento de Isla Brownsea en Inglaterra. Se trata además del cuarto libro más vendido del siglo XX en el mundo y uno de los más traducidos a todos los idiomas en donde el Movimiento Escultista ha llegado. De las versiones oficiales en castellano la más conocida es la llevada a cabo por el Consejo Interamericano de Escultismo bajo la orientación del ingeniero Jorge Nuñez. Los derechos de la obra están custodiados por la Asociación de Scouts Británicos hasta el año 2011 en el que se cumplen los 70 años de muerte del autor y tiempo en el cual la obra entra en el ámbito de dominio público. El libro contiene todos los elementos básicos que le dan al Movimiento Escultista y que nacieron de la experiencia y de la creatividad del fundador y cuyo método no solo ha servido para moldear la historia del movimiento juvenil más grande del mundo, sino que ha entrado en el ámbito de la educación y la metodología en otras áreas y campos educativos. Dirigido directamente a los muchachos como actores de sus propias actividades, llama a la responsabilidad de los mismos dentro de la formación de su propia patria, el valor de la familia y el puesto primordial de cada religión. "Yo me imagino que todo muchacho desea ayudar a su país de una u otra manera. Un medio fácil de conseguirlo es hacerse scout", comienza el autor en lo que no es otra cosa que las palabras de un adulto de vivida experiencia y encendida vitalidad en la noche de fogata de un campamento.

## Historia

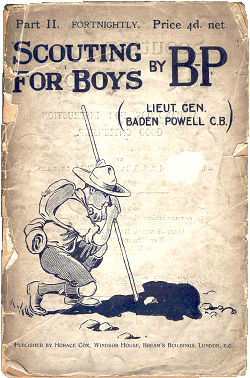
Portada de 1908.

El libro fue en realidad una adaptación que Baden-Powell hizo de otro original suyo al que había llamado "Reconocimiento y exploración" más dentro de la temática militar y escrito para la instrucción de reclutas en 1884 y también de su obra "Ayudas de exploración para hombres" escrito en 1899. Estos libros de instrucción militar fueron utilizados por el ejército británico para entrenar hombres en el campo. En Mafeking, el BP reclutó y entrenó muchachos de edades entre los 12 y 15 años en medio de la dura situación que vivieron en el sitio. Después de su regreso a Inglaterra después de la Guerra Bóer, Baden-Powell descubrió que los manuales que había escrito para los soldados estaban siendo utilizados en las escuelas para enseñar a los muchachos técnicas de observación y deducción. Decidió entonces revisar su publicación militar y convertirla en un libro para muchachos. Muchos de sus amigos apoyaron su idea, incluido Sir William Alexander Smith fundador de la brigada de muchachos y Cyril Arthur Pearson que poseía variados periódicos e imprentas. Entre 1906 y 1907 BP pasó la mayor parte de su tiempo en la escritura de Escultismo para muchachos y adelantando sus ideas acerca del esquema del Movimiento de los Boy Scouts del cual es el padre. Todo esto fue puesto a prueba en el Campamento de Isla de Brownsea durante el verano de 1907 al cual asistió el editor de Pearson, Percy Everett.
Escultismo para muchachos fue publicado por primera vez en seis partes llamadas fogatas de 70 páginas cada una, entre enero y marzo de 1908. Todas fueron publicadas por la Imprenta de Pearson, Horace Cox. Estas seis publicaciones fueron un éxito y como libro completo apareció el 1 de mayo de 1908. Escultismo para muchachos ha sido traducido a casi todas las lenguas en donde ha crecido el movimiento escultista en el mundo en los cinco continentes. En 1948 el libro tuvo ventas por 50 mil copias anuales. Solo en 1967 declinó su publicación y en las últimas décadas del siglo XX, incluso dentro del Movimiento Escultista, el libro llegó a ser visto como una curiosidad histórica. Es el cuarto superventas del siglo XX. Sin embargo, sigue siendo piedra angular del Movimiento y del mismo se han derivado obras que tienen que ver con la temática scout.

## Los derechos del libro
La Asociación de Scouts Británicos poseía los derechos de la obra Escultismo para muchachos en idioma. El libro entró en dominio público en 2011, es decir, a los 70 años cumplidos de la muerte de su autor, 8 de enero de 1941. Hasta entonces solo podía ser reproducido con permiso de las oficinas centrales de la Asociación Scout aparte de otro tipo de excepciones de acuerdo a las legislaciones locales y a los contratos con los poseedores de los derechos.

## Traducciones al español
Existen, en rigor, solo 4 traducciones de esta obra en nuestro idioma. La primera fue realizada por el chileno Maximiano Flores y publicada por la Asociación de Boy Scouts de Chile" (institución predecesora de la actual) en 1912 con el título de "La Guía del Scout". Esta traducción se basó en la versión de 1911. La segunda edición en castellano fue publicada en España en 1938, siendo la primera con el título de "Escultismo para muchachos". La tercera (y la más difundida) fue la realizada por el mexicano Jorge Núñez Prida en 1946, la cuál se basó en la edición de la "Hermandad Mundial", revisada y ampliada por William Hillcourt ese mismo año. Esta edición es la conocida por generaciones de hispanoamericanos, ya que las distintas Asociaciones y editoriales scouts nacionales (Argentina, Uruguay, Costa Rica, Chile, México, entre otras) solo la reimprimieron, llegando las últimas publicaciones a ver la luz en la década pasada.
La cuarta y última traducción de "Scouting for boys" fue realizada por el chileno Jaime Barrueto en 2020, dónde no sólo se preocupó de hacer una traducción fiel al original sino que además incluyó 593 notas aclaratorias a pie de página, dando contexto y contenido a términos, lugares y personas desconocidas para el lector hispanoparlante. Así también, y con el afán de una traducción lo más cercana al original, Barrueto rebautizó las "fogatas" con el nombre de "Relatos de Fogata", pues en inglés eran denominadas "Campfire Yarn". Esta edición se publicó con el ISBN 978-956-402-527-8. P

## Controversia y posible plagio
Existe una edición publicada en noviembre de 2009 por la Editorial SM en España (bajo el ISBN 9 788467-537048) y "traducida" por José María de la Torre, pero al revisar su supuesta traducción es innegable que se trata de la traducción de Jorge Núñez Prida (1946) con algunos cambios cosméticos.